# Maria Apoleika

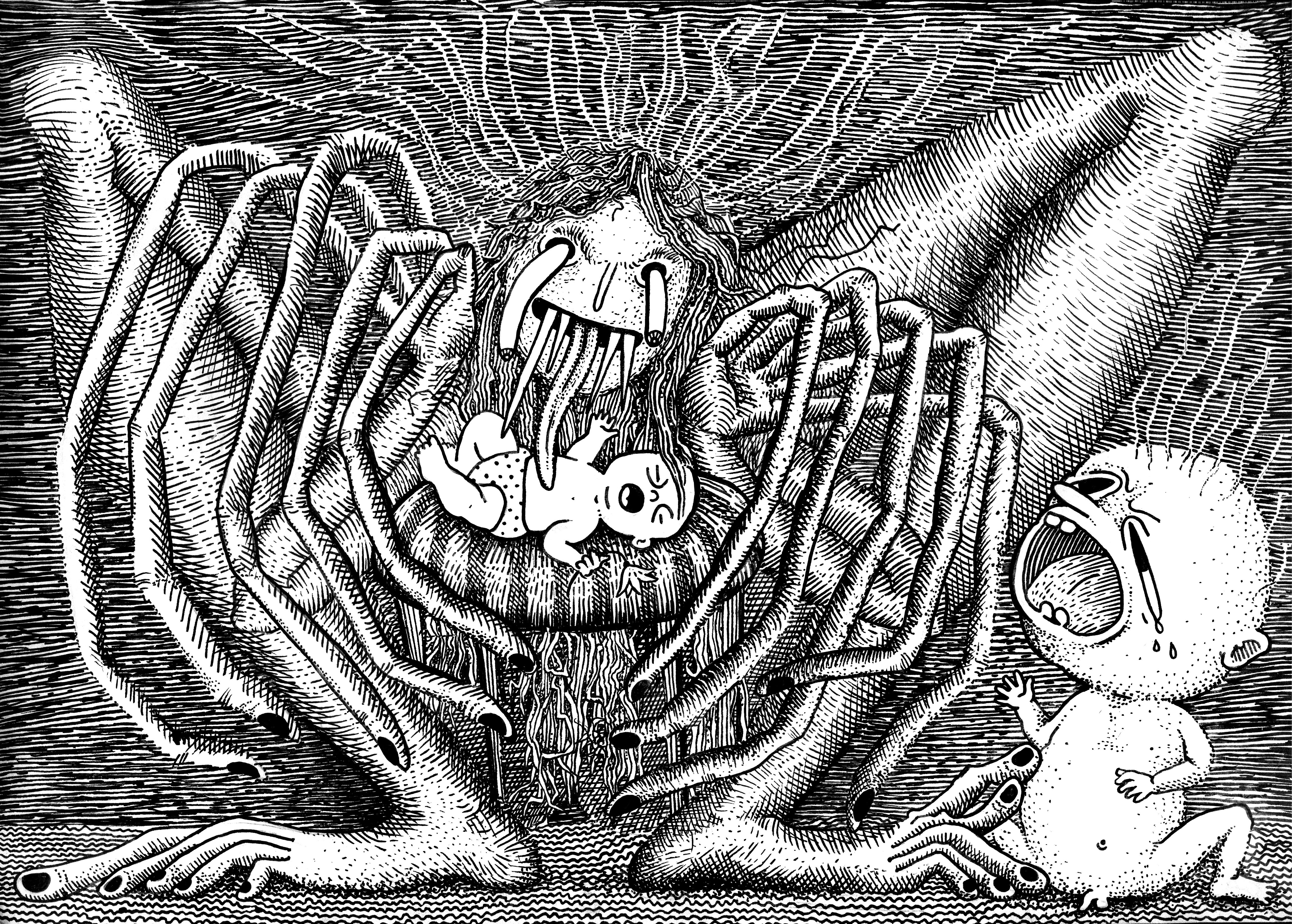
Grafika Marii Apoleiki przedstawiająca bogienkę – istotę z polskiej ludowej demonologii – porywającą dziecko i zostawiającą na jego miejsce odmieńca.

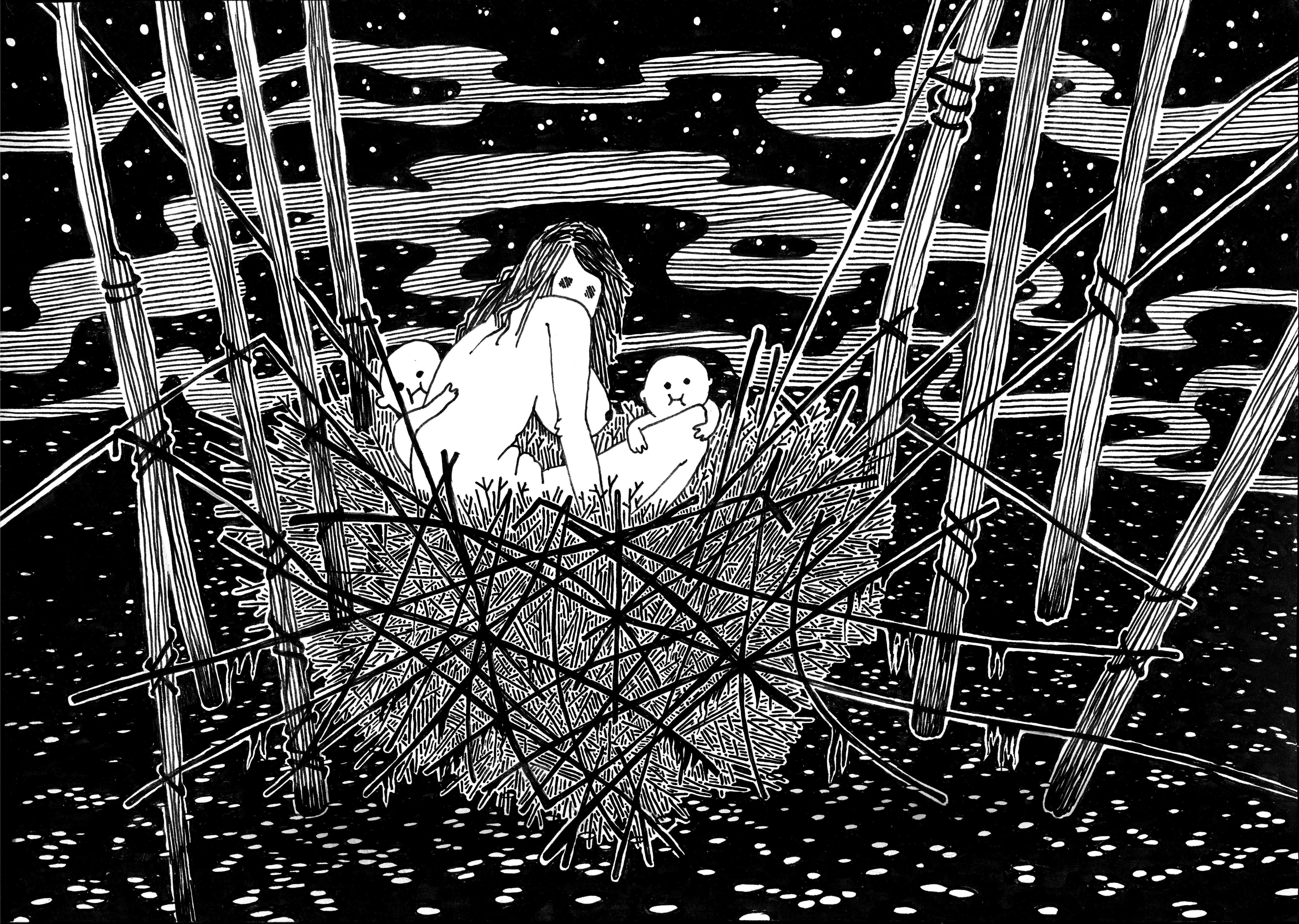
Grafika Marii Apoleiki przedstawiająca bogienki

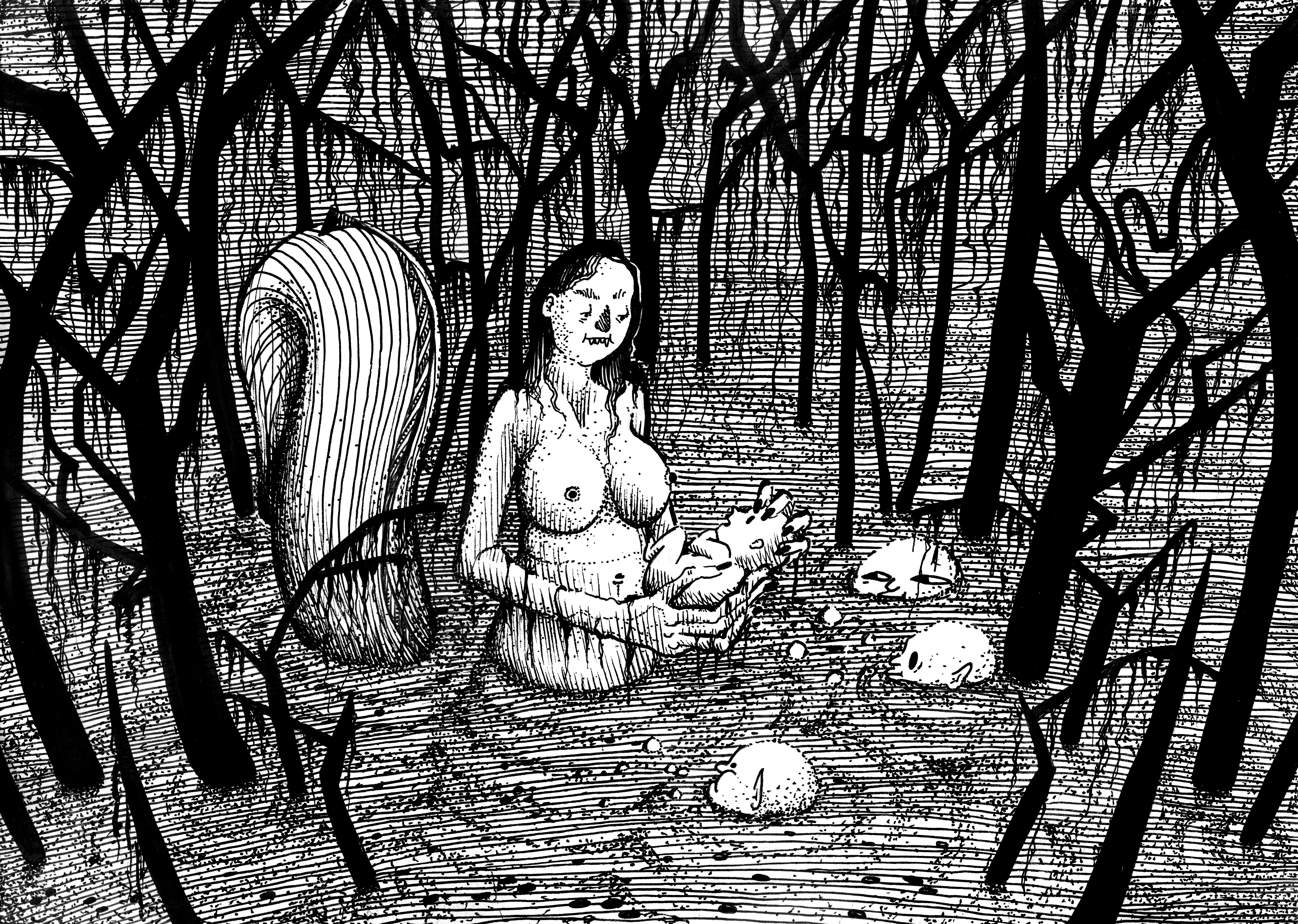
Grafika Marii Apoleiki przedstawiająca bogienki

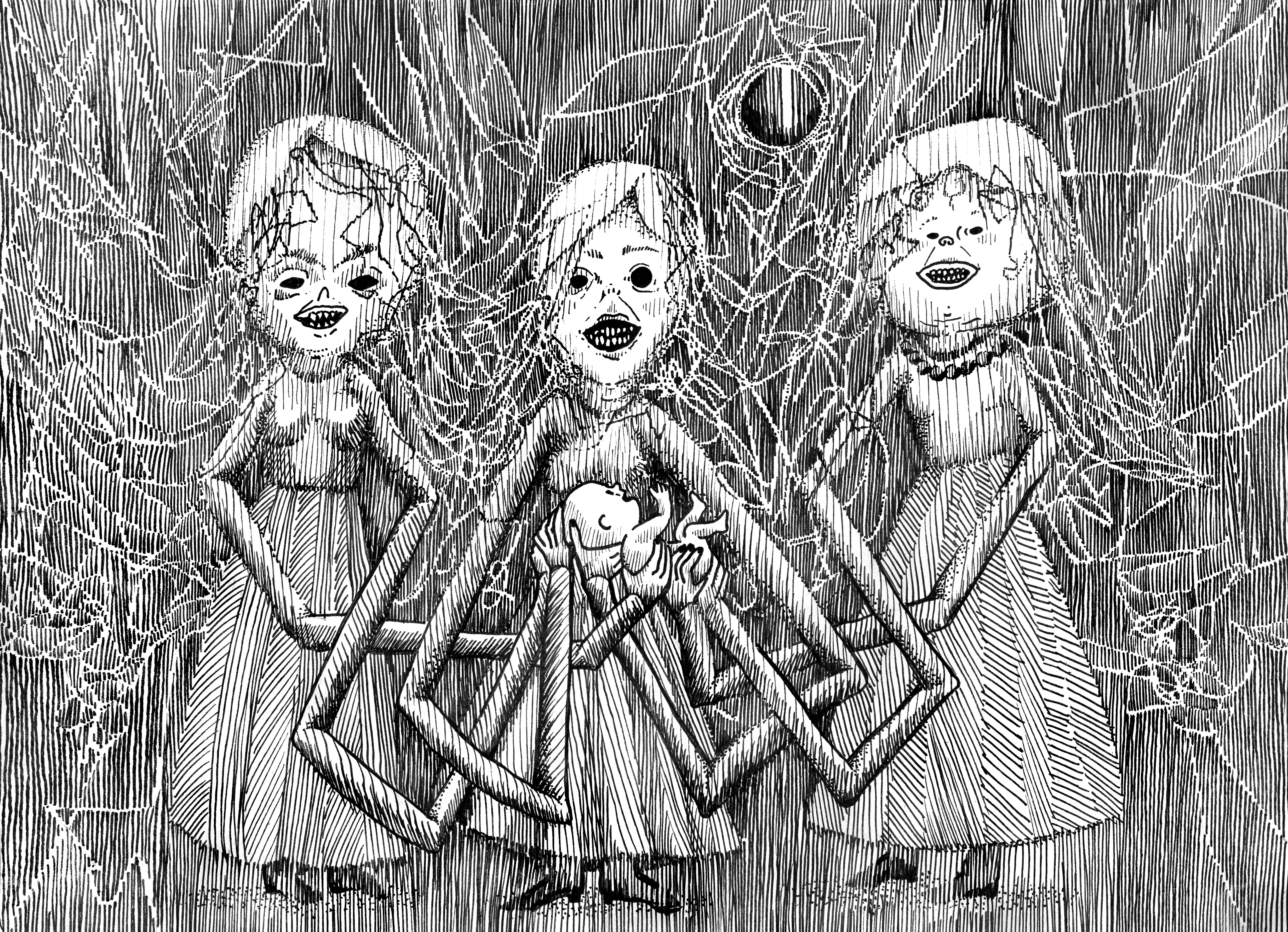
Grafika Marii Apoleiki przedstawiająca bogienki

Maria Apoleika, właśc. Maria Apolonia Saktura, dawn. Maria Apolonia Turek (ur. 30 listopada 1986 w Bydgoszczy) – polska malarka, graficzka, ilustratorka, autorka komiksów i rysunków „Psie Sucharki”.

## Życiorys
Pochodzi z Gdańska, Ukończyła Liceum Plastyczne w Gdyni-Orłowie oraz Państwową Wyższą Szkołę Filmową, Telewizyjną i Teatralną w Łodzi na kierunku Film Animowany i Efekty Specjalne. Działała w ramach łódzkiej Fundacji Działania, zajmującej się upowszechnianiem kultury oraz działaniami edukacyjnymi i twórczymi.

### Twórczość
Zajmuje się tworzeniem ilustracji, malarstwem i animacją. Jest autorką cyklu obrazów poświęconego łódzkiemu Polesiu, przedstawiającego zaniedbane kamienice, skupy złomu, a także codzienne zachowania jego mieszkańców, a także autorką obrazów o przestrzeniach dezurbanizujących się, serii rysunków o miłości oraz dokumentalnego cyklu grafik „Polskie Współczesne Tańce Ludowe” o polskiej scenie techno. Ma na swoim koncie kilkadziesiąt wystaw, grupowych i indywidualnych.
Popularność zyskała tworząc humorystyczny fanpage rysunkowo-komiksowy „Psie Sucharki”, obserwowany na Facebooku przez 366 tys. osób (14 stycznia 2024), psów i ich opiekunów, oraz popularyzujący wiedzę na temat opieki nad psami. Jest autorką dwóch książek związanych prowadzoną przez siebie stroną: Psie sucharki: wszystko, co powiedziałby twój pies, gdyby umiał mówić (2019) i Psie sucharki. Wszystkie słowa, które musisz znać, żeby obsłużyć swojego psa (2021). Ponadto jest współautorką pozycji takich jak Gdańskie rozmówki niemiecko-polskie z XVII w. oraz Tata w budowie. Felietony o tym, jak być ojcem i zwariować (ze szczęścia). Jest autorką ilustracji prasowych, między innymi ilustracji i okładek kwartalnika „Nowy Obywatel” Autorka ilustracji do płyty „Miniatury (1975–1995)” Eugeniusza Rudnika.

### Życie prywatne
Mieszka w Łodzi. Inspiracją dla jej twórczości jest m.in. jej pudel o imieniu Misiopudel, któremu poświęca historie umieszczone na łamach „Psich Sucharków”.

## Publikacje
- Fluktuacje emocji oraz Wielkie studentów pętanie się, w: Powidoki, Szkoła Filmowa w Łodzi, 2013[15]
- Tata w budowie: felietony o tym, jak być ojcem i zwariować (ze szczęścia), Wydawnictwo Albatros, 2016, ISBN 978-83-7985-739-5 (współautor: Tomasz Bułhak)
- Gdańskie rozmówki niemiecko-polskie z XVII w: do kolorowania, Instytut Kultury Miejskiej, 2018, ISBN 978-83-66003-20-0 (współautorzy: Edmund Kizik, Nicolaus Volckmar)
- Psie sucharki: wszystko, co powiedziałby twój pies, gdyby umiał mówić, Wydawnictwo Znak, 2019, ISBN 978-83-240-6447-2
- Psie sucharki: Wszystkie słowa, które musisz znać, żeby obsłużyć swojego psa, Wydawnictwo Znak, 2021, ISBN 978-83-240-6105-1

## Wystawy

### Indywidualne
- „Odmieńcy”, Klubokawiarnia Głośna w Poznaniu (2012)[16]
- Centrum Promocji Młodych w Częstochowie (2013)[17]
- „Galeria Cargo”, festiwal KontenerArt w Poznaniu (2014)[18]
- „Hurt”, Galeria ASP w Łodzi (2014)[19]
- „Zona”, Galeria Szkoły Filmowej „Szklarnia” w Łodzi (2015)[20]
- „Krajobraz z pudelkiem. Zapiski podróży po przedmieściach”, Biuro Wystaw Artystycznych w Zielonej Górze (2020)[21][22]
- Stargardzkie Centrum Kultury (2023)[23]
- Bałtycka Galeria Kultury (2024)[24]

### Zbiorowe
- „Mit i melancholia”, Muzeum Współczesne Wrocław i Galerii Bielskiej BWA (2012)[25]
- „Antycypacje”, Galeria Spiż w Gdańsku (2012)[26]
- „Rezerwat Sztuki” w Lanckoronie (2012)[27]
- Re: (reminiscencja, remiks, refleksja), Pałac Sztuki we Lwowie (2013)[28]
- „2 slide-show/ 3 cykle”, Muzeum Książki Artystycznej w Łodzi (wraz z Marcelo Zamenhoffem, 2014)[29]
- „Getto XXI”, Monopolis w Łodzi (2014)[30]
- „Profanum”, galeria Oficyna w Łodzi (2015)[31]
- „Łódź – to takie miasto w Polsce”, Łódź Design Festiwal w Łodzi (2015)[32]
- „Bałuty XXI”, wystawa w przestrzeni miejskiej wzdłuż ul. Wojska Polskiego w Łodzi (2015)[33]
- Baltic Video Lounge, CIRCUS CIRCUS 2016 w Kronprinzenpalais w Putbus (wraz z Marcelo Zamenhoffem, 2016)[34]
- „#PatrzęCzujęRysuję”, Muzeum Karykatury w Warszawie (2022)[35] i Centrum Praw Kobiet w Poznaniu (2022)[36]